# Fritz Pfenninger

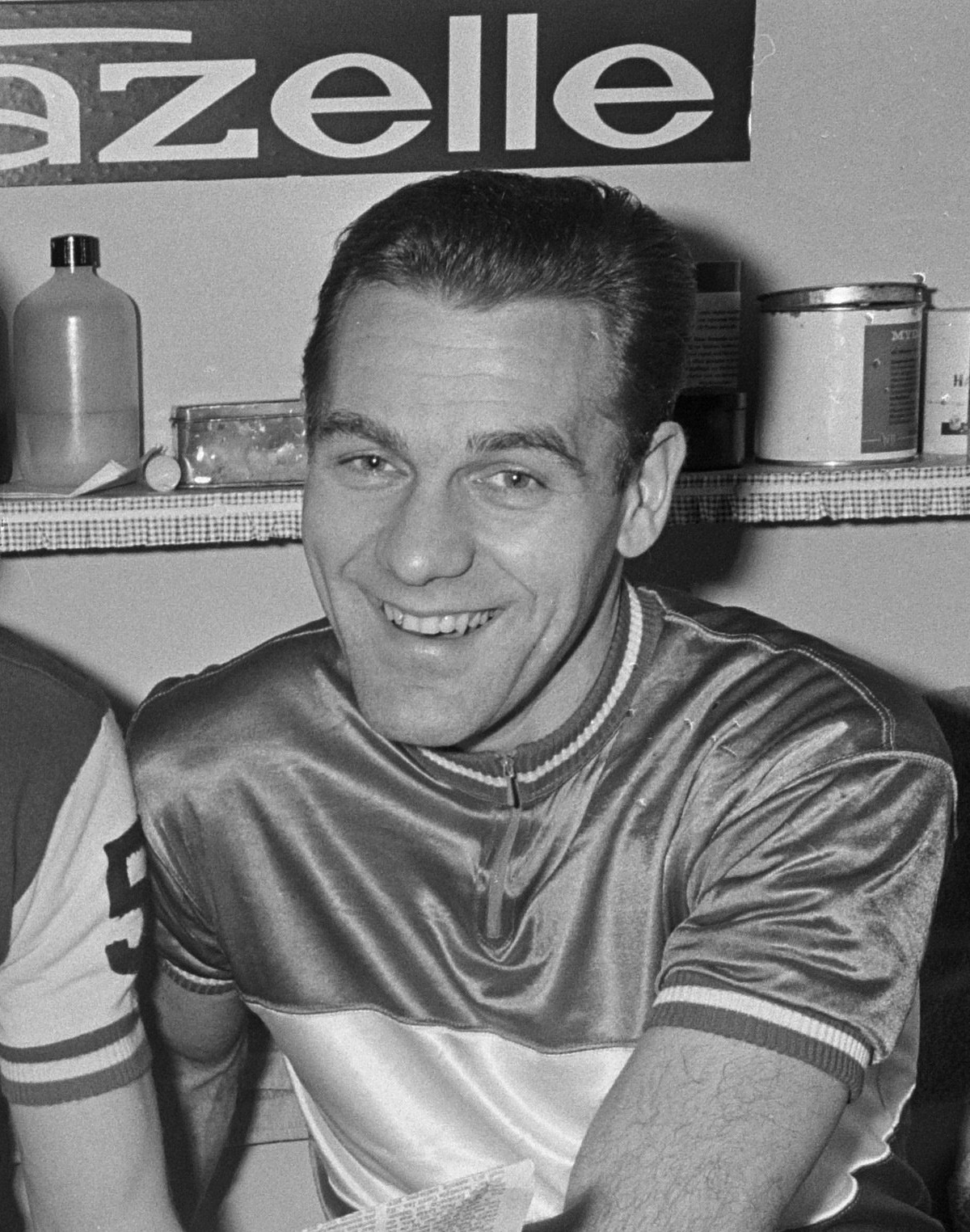
Fritz Pfenninger (1966)

Fritz Pfenninger (* 15. Oktober 1934 in Zürich; † 12. Mai 2001 ebenda) war ein Schweizer Profi-Radrennfahrer. Mit 33 Siegen zwischen 1954 und 1970 gehört er zu den erfolgreichsten Sechstage-Fahrern.

## Sportliche Laufbahn
Fritz Pfenniger, Spitzname «Pfänni», wurde mit 20 Jahren Radsport-Profi. Neben seinen Erfolgen bei Sechstagerennen errang er mehrmals Titel als Europameister im Omnium- und Zweier-Mannschaftsfahren sowie zweimal als Schweizer Meister im Sprint. Allein 19 Siege holte er an der Seite des legendären Holländers Peter Post. In Essen war er mit drei Siegen erfolgreichster Fahrer. 1968 gewann Pfenninger gemeinsam mit seinem Namensvetter, dem zweifachen Tour-de-Suisse-Sieger Louis Pfenninger, die Six Days von Montreal. 1972, im Alter von 38 Jahren, wurde Pfenninger Zweiter bei den Schweizer Strassenmeisterschaften.

## Berufliches
Nach Beendigung seiner Laufbahn als Radsport-Profi eröffnete Pfenninger ein Restaurant. Er starb 2001 nach langer Krankheit und einer Lebertransplantation.

## Ehrungen
Beim 49. Zürcher Sechstagerennen im selben Jahr wurde zu seinen Ehren das «Fritz-Pfenninger-Memorial» ausgefahren, das von Bruno Risi und Kurt Betschart gewonnen wurde.

## Erfolge
- 33 Siege bei Sechstagerennen
- 1962: Omnium-Europameister (gemeinsam mit Klaus Bugdahl)
- 1964, 1967: Omnium-Europameister (gemeinsam mit Peter Post)